# La Goguette (chanson)

Le goguettier et marchand de bronzes parisien André-Antoine Ravrio a composé la chanson La Goguette, à chanter sur l'air du Vaudeville de Jean Monnet,. 
Elle témoigne de l'esprit joyeux qui animait la Société de la Goguette[Interprétation personnelle ?], goguette parisienne dont il faisait partie.
Cette chanson est éditée pour la première fois en 1812 dans Mes Délassements, ou Recueil de chansons, et autres pièces fugitives composées pour mes amis, par Ravrio, imprimerie De Ballard, tome II, 1812, in-8.

## Paroles

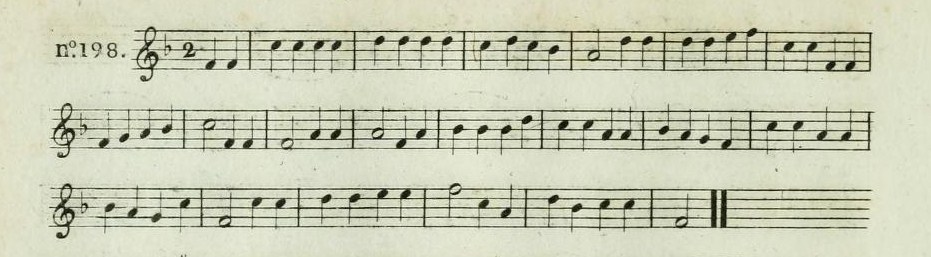
Air de la chanson : n°198 du recueil de timbres La Clé du Caveau.

Amis, chantons la goguette,

Cette aimable déité 

Qui naquit à la guinguette 

Dans le sein de la gaité. 

Les écarts

Des hasards

Pour elle sont peu de chose, 

Car l'amitié la compose, 

Unie avec les beaux-arts. (ter)
Aux grands qui règnent sur terre, 

Aux gens du rang le plus bas, 

La goguette est étrangère, 

Ils ne la connaissent pas. 

Sots loisirs,

Vils désirs,

Quittez vos sales orgies, 

Et venez voir aux bougies 

La goguette et ses plaisirs.
Les doux accents de la Lyre 

De Thalie et d'Erato, 

Enflamment d'un saint délire, 

Archet, équerre et pinceau : 

Leurs transports,

Les accords

Font naître pour la goguette

Mille traits qu'elle répète, 

En vidant ses rouges bords.
L'histoire qu'on y raconte, 

Pleine de sel, de gaîté, 

Fait place à quelqu'heureux conte 

Par la malice inventé :

Les canons,

Les chansons, 

Et la romance touchante, 

Tour à tour chacun enchante, 

L'instant dont nous jouissons.
Toi, que souvent on insulte 

Dans maint réduit ignoré, 

Tu sais, Amour, si ton culte 

En goguette est révéré : 

Quand Bacchus, 

Quand Momus 

Font entendre leurs antiennes, 

Tu viens y mêler les tiennes, 

Et nous couronnons Vénus.
Les Dieux étaient en goguette, 

Lorsqu'Hébé, l'aiguière en main, 

Dans leur céleste retraite 

Versait le nectar divin : 

Apollon,

Cupidon

Enchantaient la troupe entière, 

Et le maître du tonnerre, 

Ces jours-là fêtait Junon.
Nous qu'un même goût rassemble, 

Enfants des Muses, des arts, 

Bravons, s'il se peut, ensemble, 

Du temps les fâcheux regards ; 

Nous charmer, 

Nous aimer, 

C'est l'esprit de la goguette, 

Le vieux Saturne nous guette, 

Buvons pour le désarmer.